# Philippe V của Pháp
Philippe V của Pháp (tiếng Pháp: Philippe V de France; khoảng 1292/93 - 3 tháng 1 năm 1322), hay Felipe II của Navarra (tiếng Tây Ban Nha: Felipe II de Navarra), biệt danh là Philippe Cao kều (tiếng Pháp: Philippe le Long), là vua Pháp và Navarra, đồng thời cũng là Bá tước xứ Champagne từ năm 1316 tới khi băng hà, và là vị vua cuối cùng trong số các quân chủ của nhà Capet, chỉ đứng sau Charles IV.
Philippe là con trai thứ hai của Philippe IV của Pháp và Juana I của Navarra. Ông được ban cho một thái ấp, Quận Poitiers, trong khi anh trai của ông, Louis X, thừa kế ngai vàng của Pháp và Navarrese. Khi Louis qua đời vào năm 1316, ông để lại một cô con gái và một người vợ đang mang thai, Klemencia của Hungary. Philippe Cao kều đã giành được quyền nhiếp chính thành công. Nữ hoàng Clementia hạ sinh một bé trai, người được xưng vương là John I, nhưng vị vua sơ sinh chỉ sống được năm ngày.
Sau cái chết của cháu trai ông, Philippe ngay lập tức đăng quang tại Reims. Tuy nhiên, tính hợp pháp của ông đã bị thách thức bởi đảng của Joan, con gái của Louis X. Philippe V đã phản đối thành công các yêu sách của bà vì một số lý do, bao gồm cả tuổi trẻ của bà, những nghi ngờ về quan hệ cha con của bà (mẹ bà có liên quan đến Vụ án Tour de Nesle) và quyết định của Quốc hội rằng phụ nữ nên bị loại khỏi hàng kế vị. Pháp ngôi. Sự kế vị của Philippe, thay vì Joan, đã tạo tiền lệ cho sự kế vị của hoàng gia Pháp mà sau này được gọi là luật Salic.
Philippe đã khôi phục phần nào mối quan hệ tốt đẹp với Hạt Flanders, nơi đã nổi dậy công khai dưới thời cai trị của cha ông, nhưng đồng thời mối quan hệ của ông với anh rể Edward II của Anh trở nên xấu đi khi Edward, người cũng là Công tước xứ Guyenne, ban đầu từ chối để tỏ lòng kính trọng ông. Một cuộc thập tự chinh phổ biến tự phát bắt đầu ở Normandy vào năm 1320 nhằm giải phóng Bán đảo Iberia khỏi người Moor. Thay vào đó, dân chúng tức giận hành quân về phía nam tấn công các lâu đài, các quan chức hoàng gia, linh mục, người phong cùi và người Do Thái. Philippe tham gia vào một loạt cải cách trong nước nhằm cải thiện việc quản lý vương quốc. Những cải cách này bao gồm việc thành lập một Tòa án Tài chính độc lập, tiêu chuẩn hóa trọng lượng và thước đo, và thành lập một loại tiền tệ duy nhất.
Năm 1307, Philippe kết hôn với Joan II, Nữ bá tước xứ Burgundy, người mà ông có bốn cô con gái. Tuy nhiên, cặp đôi này không có người thừa kế là nam giới, vì vậy khi Philip qua đời vì bệnh kiết lị vào năm 1322, người em trai Charles IV của ông đã kế vị ông.

## Tính cách và hôn nhân

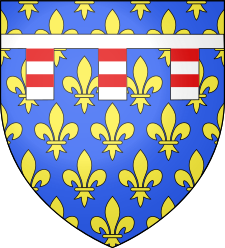
Gia huy của Philippe với tư cách là Bá tước Poitiers

Philippe sinh ra ở Lyon, con trai thứ hai của Vua Philippe IV của Pháp và Nữ hoàng Joan I của Navarre. Cha của ông đã cấp cho ông hạt Poitiers trong thái ấp. Các nhà sử học hiện đại đã mô tả Philippe V là một người có "trí thông minh và sự nhạy cảm đáng kể", đồng thời là người "khôn ngoan nhất và có năng lực chính trị nhất" trong số ba người con trai của Philippe IV. Philippe bị ảnh hưởng bởi những rắc rối và bất ổn mà cha ông gặp phải trong năm 1314, cũng như những khó khăn mà anh trai ông, Louis X, được gọi là "Kẻ cãi cọ", đã phải đối mặt trong vài năm sau đó. Trọng tâm của các vấn đề đối với cả Philippe IV và Louis X là thuế và khó khăn trong việc tăng chúng ngoài khủng hoảng.
Philippe kết hôn với Joan xứ Burgundy, con gái lớn của Otto IV, Bá tước Burgundy và Mahaut, Nữ bá tước Artois, vào ngày 21 tháng 1 năm 1307. Kế hoạch ban đầu là để Louis X kết hôn với Joan, nhưng điều này đã bị thay đổi sau khi Louis đính hôn với Margaret xứ Burgundy. Các học giả hiện đại đã tìm thấy rất ít bằng chứng về việc liệu cuộc hôn nhân có hạnh phúc hay không, nhưng cặp đôi này đã có một số lượng đáng kể con cái trong một khoảng thời gian ngắn, và Philip đã đặc biệt hào phóng với Joan theo tiêu chuẩn thời đó. Philippe đã cố gắng hết sức không chỉ để ban cho Joan đất đai và tiền bạc mà còn cố gắng đảm bảo rằng những món quà này là không thể thu hồi trong trường hợp ông qua đời sớm. Trong số những món quà khác nhau có một cung điện, làng mạc, tiền bổ sung cho đồ trang sức, và những người hầu của bà và tài sản của tất cả những người Do Thái ở Burgundy, mà ông đã tặng cho Joan vào năm 1318.
Joan dính líu đến vụ án ngoại tình của Margaret vào năm 1314; Margaret bị buộc tội và kết tội ngoại tình với hai hiệp sĩ, dựa trên lời khai của chị dâu họ, Isabelle. Joan bị nghi ngờ đã bí mật biết về vụ ngoại tình; bị quản thúc tại Dourdan như một hình phạt, sau đó người ta ngầm hiểu rằng chính Joan đã phạm tội ngoại tình. Với sự ủng hộ của Philippe, bà tiếp tục phản đối sự vô tội của bà, và đến năm 1315, tên của bà đã được xóa bởi Nghị viện Paris, một phần nhờ ảnh hưởng của Philippe, và bà được phép trở lại tòa án. Không rõ tại sao Philippe lại đứng về phía bà theo cách mà ông đã làm. Một giả thuyết cho rằng ông lo ngại rằng nếu ông từ bỏ Joan, ông cũng có thể mất Burgundy; một giả thuyết khác cho rằng những bức thư tình hơi "công thức" của ông gửi cho vợ nên được hiểu theo giá trị bề ngoài, và rằng ông thực sự yêu rất sâu đậm.

## Lên ngôi và luật Salic

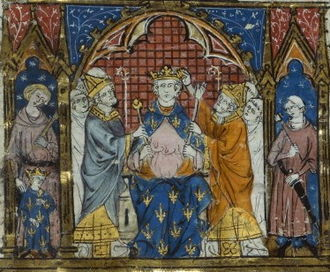
Philippe đã tổ chức một lễ đăng quang vội vàng sau cái chết của cháu trai mình, John I trẻ tuổi, để xây dựng sự ủng hộ cho nỗ lực giành lấy ngai vàng nước Pháp vào năm 1316–17.

Anh trai của Philippe, Louis X, qua đời năm 1316 để lại người vợ góa mang thai Clementia của Hungary. Có một số ứng cử viên tiềm năng cho vai trò nhiếp chính, bao gồm Charles của Valois và Công tước Odo IV xứ Burgundy, nhưng Philippe đã thành công vượt qua họ và được bổ nhiệm làm nhiếp chính. Philippe vẫn giữ vai trò nhiếp chính trong thời gian còn lại của thai kỳ và trong vài ngày sau khi cháu trai John I chào đời, người chỉ sống được 5 ngày.
Điều gì xảy ra sau cái chết của John I là điều chưa từng có trong lịch sử của các vị vua Capetian của Pháp. Lần đầu tiên, vua nước Pháp qua đời mà không có con trai. Người thừa kế ngai vàng bây giờ là một chủ đề của một số tranh chấp. Joan, con gái còn lại của Louis X bởi Margaret xứ Burgundy, là một ứng cử viên rõ ràng, nhưng sự nghi ngờ vẫn bao trùm lấy bà do hậu quả của vụ bê bối năm 1314, bao gồm cả những lo ngại về nguồn gốc thực sự của bà.
Giữa ông và ngai vàng chỉ có cô cháu gái, Philippe tham gia vào một số cuộc đàm phán chính trị nhanh chóng và thuyết phục được Charles của Valois, người cùng với Odo IV đang đấu tranh cho các quyền của Joan, đổi phe và thay vào đó ủng hộ ông. Để đổi lấy việc kết hôn với con gái của Philippe, Odo IV đã từ bỏ chính nghĩa của cháu gái mình, không chỉ yêu sách của bà đối với ngai vàng Pháp mà còn cả yêu sách của bà đối với Navarre. Ngày 9 tháng 1 năm 1317, với sự ủng hộ của Charles, Philippe vội vàng đăng quang tại Reims. Tuy nhiên, phần lớn giới quý tộc đã từ chối tham dự. Có các cuộc biểu tình ở Champagne, Artois và Burgundy, và Philippe triệu tập một cuộc họp nhanh của giới quý tộc vào ngày 2 tháng 2 tại Paris. Philippe đặt ra nguyên tắc rằng Joan, với tư cách là phụ nữ, không thể thừa kế ngai vàng của nước Pháp, dựa trên thực tế rằng ông hiện là vị vua được xức dầu, và củng cố điều mà một số tác giả đã mô tả là hành vi "soán ngôi" quyền lực hiệu quả của ông. Việc loại trừ phụ nữ, và sau đó là con cháu trai nam của họ, sau đó đã được chế độ quân chủ Valois phổ biến thành luật Salic. Tuy nhiên, Joan đã lên ngôi vào năm 1328 với ngai vàng của Navarre, vốn không tuân theo luật Salic.
Năm tiếp theo, Philippe tiếp tục củng cố vị trí của mình. Ông gả con gái lớn Joan của mình cho Odo IV hùng mạnh, đưa Công tước về phe của mình. Philippe sau đó đã xây dựng triều đại của mình dựa trên khái niệm cải cách - "đòi lại các quyền, doanh thu và lãnh thổ" đã bị đánh mất một cách sai lầm vào tay vương miện trong những năm gần đây.

## Cải cách trong nước

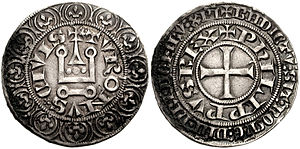
Philippe đã thực hiện các bước để cải cách tiền tệ của Pháp trong suốt thời gian trị vì của ông, bao gồm cả những đồng xu Tournois bằng bạc này.

Ở trong nước, Philippe đã chứng tỏ là một vị vua "mạnh mẽ và được lòng dân", mặc dù phải thừa hưởng một tình hình bấp bênh và mùa màng thất thu liên tục. Ông tiếp bước cha ông, Philippe IV, trong việc cố gắng đặt vương miện của Pháp trên một nền tảng tài chính vững chắc và hủy bỏ nhiều quyết định không được lòng của người tiền nhiệm và anh trai ông, Louis X. Ông cũng tiến hành cải cách chính phủ, cải cách tiền tệ và làm việc để tiêu chuẩn hóa trọng lượng và thước đo. Trong số những bổ nhiệm quan trọng của Philip có hồng y Pierre Bertrand sau này, người sẽ đóng vai trò quan trọng trong các chính phủ hoàng gia Pháp kế tiếp trong những năm tiếp theo.
Năm 1317, Philippe ban hành lại một đạo luật được cha ông thông qua lần đầu tiên vào năm 1311, lên án việc tha hóa và trộm cắp tài nguyên hoàng gia cũng như các văn phòng ở các tỉnh. Đến năm 1318, tình hình chính trị của ông được củng cố, Philippe đi xa hơn, đưa ra một đạo luật mới nhằm phân biệt giữa lãnh thổ hoàng gia Pháp - tập hợp cốt lõi gồm các vùng đất và danh hiệu thuộc về vương miện vĩnh viễn - và những vùng đất và danh hiệu đã bị tước đoạt. vương miện vì lý do này hay lý do khác. Philippe tuyên bố, nếu vương miện của Pháp ban tặng hoặc cấp những vùng đất mới cho các quý tộc, chúng thường chỉ được trao từ nguồn thứ hai: đây là một thông báo hai lưỡi, đồng thời củng cố sức mạnh cốt lõi, không thể thay đổi của vương miện, đồng thời cũng trấn an các quý tộc rằng vùng đất của họ là bất khả xâm phạm trừ khi họ bị tước vương miện để trừng phạt vì một tội ác hoặc tội nhẹ. Philippe chịu trách nhiệm thành lập Tổ chức kiểm toán tối cao của Pháp vào năm 1320, một tòa án chịu trách nhiệm kiểm toán các tài khoản hoàng gia để đảm bảo thanh toán hợp lý; các tòa án vẫn tồn tại cho đến ngày nay. Trên thực tế, Philippe không hoàn toàn tuân thủ các nguyên tắc tự tuyên bố của mình về việc ban tặng đất đai và tước vị hoàng gia, nhưng ông bảo thủ hơn nhiều trong những vấn đề như vậy so với những người tiền nhiệm trực tiếp của mình.

## Giải quyết xung đột Flanders và Anh

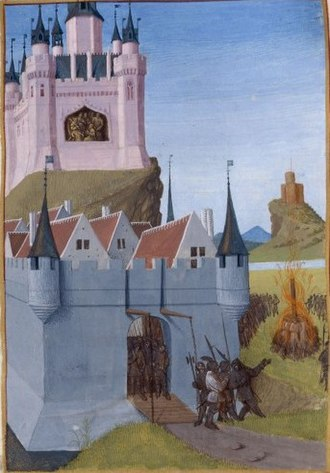
Philippe đã theo đuổi một giải pháp ngoại giao và triều đại thành công cho những căng thẳng kéo dài với Flanders.

Philippe đã có thể giải quyết thành công vấn đề Flanders đang diễn ra. Bá tước vùng Flanders cai trị một "nhà nước vô cùng giàu có", phần lớn dẫn đến sự tồn tại tự trị ở rìa của nhà nước Pháp. Nhà vua Pháp thường được coi là có quyền thống trị đối với Flanders, nhưng trong những năm gần đây, mối quan hệ này trở nên căng thẳng. Philippe IV đã bị đánh bại tại Courtrai vào năm 1302 khi cố gắng tái khẳng định quyền kiểm soát của Pháp, và bất chấp chiến thắng sau đó của Pháp trong Trận Mons-en-Pévèle, mối quan hệ vẫn căng thẳng.
Robert III của Flanders đã tiếp tục chống lại Pháp về mặt quân sự, nhưng khi Philippe lên ngôi, ông ngày càng bị cô lập về chính trị ở chính Flanders. Trong khi đó, vị trí của Pháp đã trở nên căng thẳng do nhu cầu duy trì thế đứng trong thời chiến. Louis X đã cấm xuất khẩu ngũ cốc và các nguyên liệu khác đến Flanders vào năm 1315, dẫn đến một ngành buôn lậu sinh lợi, từ đó ngăn cản thương mại hợp pháp với vương quốc Pháp dọc theo khu vực biên giới; Louis buộc phải trực tiếp trưng dụng lương thực cho lực lượng của mình, dẫn đến hàng loạt lời phàn nàn từ các lãnh chúa địa phương và Giáo hội. Philippe bắt đầu khôi phục kế hoạch đền bù hợp lý vào năm 1317, nhưng tình hình vẫn không ổn định.
Cả Philippe và Robert đều từ chối tìm kiếm một giải pháp quân sự để ủng hộ một thỏa hiệp chính trị. Theo đó, Robert đã thỏa thuận với Philip vào tháng 6 năm 1320, theo đó Robert sẽ xác nhận cháu trai nhỏ của ông, Louis, là người thừa kế được chỉ định của ông, đổi lại Louis được cam kết kết hôn với con gái thứ hai của Philippe, Margaret. Điều này sẽ mang lại cho Robert, và sau đó là Louis, sự ủng hộ mạnh mẽ của Pháp ở Flanders. Louis phần lớn đã chịu ảnh hưởng của Philippe. Louis lớn lên ở Nevers miền trung nước Pháp, và tại triều đình của Philippe. và về mặt văn hóa thực sự là một hoàng tử Pháp. Sự sắp xếp này là một thành công đáng kể cho chính sách của Philippe, mặc dù theo thời gian, lòng trung thành rõ ràng với người Pháp của Louis và việc thiếu các liên kết chính trị trong chính Flanders sẽ dẫn đến biến động chính trị và Cuộc nổi dậy của nông dân Flemish năm 1323–1328.
Philippe cũng gặp khó khăn với Edward II của Anh. Giống như Bá tước vùng Flanders, Edward với vai trò là người cai trị xứ Gascony có lòng kính trọng đối với nhà vua nước Pháp, nhưng với tư cách là một vị vua theo đúng nghĩa của mình, và với tư cách là người đứng đầu một tỉnh Gascon phần lớn tự trị, ông không muốn làm như vậy. Edward đã không tỏ lòng kính trọng với Louis X, và ban đầu từ chối làm như vậy với Philippe, người nổi tiếng là có thiện cảm với người Anh hơn Louis X. Năm 1319, Philippe cho phép Edward bày tỏ lòng tôn kính theo ủy quyền, một vinh dự theo tiêu chuẩn thời đó, nhưng mong đợi ông ấy làm như vậy trực tiếp vào năm 1320. Edward đến Amiens để làm như vậy, chỉ để biết rằng Philippe hiện đang khăng khăng rằng Edward cũng phải tuyên thệ trung thành với anh ta – một hành động vượt xa sự tôn kính phong kiến thông thường. Edward tỏ lòng kính trọng nhưng từ chối thề trung thành; tuy nhiên, điều này đánh dấu một giai đoạn Pháp gia tăng áp lực lên Anh đối với Gascony.

## Thập tự chinh

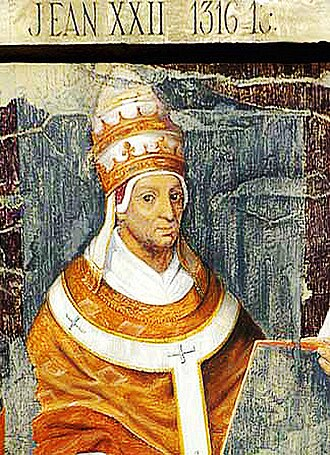
Giáo hoàng John XXII, ban đầu là một đồng minh thân cận của Philippe trong phong trào thập tự chinh muộn ở Cơ đốc giáo Châu Âu, đã cùng với ông lên án cuộc Thập tự chinh bạo lực của Shepherds' Crusade vào năm 1320.

Philippe cũng đóng một vai trò trong phong trào thập tự chinh đang diễn ra trong thời kỳ này. Giáo hoàng John XXII, vị giáo hoàng thứ hai trong số các giáo hoàng Avignon, đã được bầu chọn tại một mật nghị tập hợp ở Lyons vào năm 1316 bởi chính Philippe, và đặt ra mong muốn đổi mới của ông là được thấy những cuộc thập tự chinh mới. Philippe IV đã đồng ý về một kế hoạch chung cho một cuộc thập tự chinh mới do Pháp lãnh đạo tại Hội đồng Vienne vào năm 1312, với con trai của ông là Philippe, một "quân thập tự chinh dấn thân", tự mình vác thập giá vào năm 1313. Từng là vua, Philip buộc phải thực hiện những kế hoạch này và đã yêu cầu John cung cấp và nhận thêm tiền sau năm 1316. Tuy nhiên, cả Philippe và John đều đồng ý rằng một cuộc thập tự chinh của Pháp là không thể trong khi tình hình quân sự ở Flanders vẫn không ổn định. Tuy nhiên, John tiếp tục đảm bảo với người Armenia rằng Philippe sẽ sớm dẫn đầu một cuộc thập tự chinh để giải vây cho họ. Tuy nhiên, nỗ lực gửi một đội tiên phong hải quân từ miền nam nước Pháp dưới sự chỉ huy của Louis I xứ Clermont đã thất bại với lực lượng bị tiêu diệt trong trận chiến ngoài khơi Genoa năm 1319. Trong mùa đông năm 1319–20, Philippe đã triệu tập một số cuộc họp với các nhà lãnh đạo quân sự Pháp để chuẩn bị cho một cuộc viễn chinh tiềm năng lần thứ hai, để thông báo cho luận thuyết nổi tiếng về thập tự chinh của Giám mục William Durand. Tuy nhiên, vào cuối triều đại của Philip, ông và John đã bất đồng về vấn đề tiền mới và cam kết về cách chúng được chi tiêu, và sự chú ý của cả hai đều tập trung vào việc quản lý thách thức của Cuộc thập tự chinh của những người chăn cừu.
Shepherds' Crusade, hay còn gọi là Pastoreaux, nổi lên từ Normandy vào năm 1320. Một lập luận về thời điểm diễn ra sự kiện này là việc Philippe và những người tiền nhiệm của ông kêu gọi lặp đi lặp lại các cuộc thập tự chinh phổ biến, kết hợp với việc không có bất kỳ cuộc thám hiểm quy mô lớn thực tế nào. sôi sục trong cuộc thập tự chinh phổ biến nhưng không được kiểm soát này. Ý định của Philippe về một cuộc thập tự chinh mới chắc chắn đã được biết đến rộng rãi vào mùa xuân năm 1320, và hòa bình đang hình thành ở Flanders và miền bắc nước Pháp đã khiến một số lượng lớn nông dân và binh lính phải di tản. Kết quả là một phong trào bài Do Thái lớn và bạo lực đe dọa những người Do Thái địa phương, các lâu đài hoàng gia, giới tăng lữ giàu có hơn, và chính Paris. Phong trào cuối cùng đã bị Giáo hoàng John lên án, người nghi ngờ liệu phong trào này có ý định thực sự nào để thực hiện một cuộc thập tự chinh hay không. Philippe buộc phải hành động chống lại nó, đàn áp phong trào bằng quân sự và đẩy tàn quân về phía nam băng qua dãy núi Pyrenees vào Aragon.

## Cuối đời

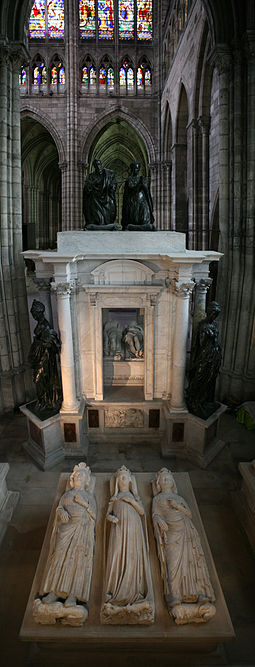
Hình nộm của Philippe, anh trai Charles và chị dâu Joan

### Âm mưu của người phong
Năm 1321, một âm mưu bị cáo buộc - "Âm mưu của người phong" - đã được phát hiện ở Pháp. Lời buộc tội, rõ ràng là vô căn cứ, là những người phong đã đầu độc các giếng nước ở nhiều thị trấn khác nhau, và rằng hoạt động này đã được dàn dựng bởi thiểu số người Do Thái, do người Hồi giáo nước ngoài bí mật ủy quyền. Sự sợ hãi bao trùm bầu không khí sốt sắng do cuộc thập tự chinh của Người chăn cừu năm trước để lại và di chứng của những vụ mùa thất bát trong thập kỷ trước.
Người Do Thái ở Pháp, vào năm 1321, có mối liên hệ chặt chẽ với vương miện của Pháp; Philippe đã ra lệnh rằng các quan chức hoàng gia hỗ trợ những người cho vay tiền Do Thái thu hồi các khoản nợ của Cơ đốc giáo, và một số quan chức địa phương đang tranh luận rằng vương miện là do thừa kế tài sản của các thương nhân Do Thái đã chết. Sau các sự kiện năm 1320, Philippe đã tham gia vào việc trừng phạt những kẻ đã tấn công người Do Thái trong cuộc Thập tự chinh của những Shepherds' Crusade, điều này trên thực tế càng làm tăng thêm sự ghét bỏ của nhóm thiểu số này ở Pháp. Những tin đồn và cáo buộc về chính những người phong hủi cũng đã lan truyền vào năm 1320, và một số người đã bị bắt trong cuộc Thập tự chinh.
Philippe đang ở Poitiers vào tháng 6, tham gia vào một chuyến công du miền nam nhằm mục đích cải cách hệ thống tài chính miền nam, khi có tin tức về sự sợ hãi. Philip đã ban hành một sắc lệnh sớm yêu cầu bất kỳ người phung nào bị kết tội sẽ bị thiêu và của cải của họ sẽ bị tịch thu cho vương miện. Các kế hoạch cải cách và công du phía nam của Nhà vua, mặc dù hợp lý về mặt hành chính theo các tiêu chuẩn hiện đại, đã tạo ra nhiều phản đối ở địa phương, và các nhà sử học hiện đại đã liên kết vai trò của Nhà vua ở Poitiers với sự bùng nổ bạo lực đột ngột. Tất cả những điều này đã đặt Philippe vào một tình thế khó khăn: Ông không thể công khai đứng về phía những người cho rằng những người phong cùi, người Do Thái và người Hồi giáo đã làm điều sai trái mà không khuyến khích thêm bạo lực không cần thiết; mặt khác, nếu anh ta không liên minh với chính nghĩa, anh ta sẽ khuyến khích bạo lực trái phép hơn nữa, làm suy yếu vị thế hoàng gia của anh ta. Một số người Do Thái đã rời khỏi Pháp do sợ hãi bệnh phong, nhưng Philippe đã thành công trong việc chống lại việc ký bất kỳ sắc lệnh chính thức nào, điều này đã hạn chế tác động ở một mức độ nào đó.

### Cái chết và kế vị
Vào tháng 8, Philippe đang tiếp tục thực hiện các kế hoạch cải cách của mình thì ông ngã bệnh vì nhiều bệnh. Sau một thời gian ngắn nghỉ ngơi, ông qua đời tại Longchamp, Paris. Ông được an táng tại Vương cung thánh đường Saint Denis, với nội tạng của ông được chôn cất tại nhà thờ Couvent des Jacobins hiện đã bị phá hủy ở Paris.
Theo nguyên tắc kế vị nam giới mà Philip đã viện dẫn vào năm 1316, Philippe được kế vị bởi em trai của ông, Charles IV, vì ông không có con trai. Charles cũng chết mà không có vấn đề về nam giới, dẫn đến việc Edward III của Anh tuyên bố lên ngôi vua Pháp và Chiến tranh Trăm năm sau đó (1337–1453).

## Gia đình
Vào tháng 1 năm 1307, Philip V kết hôn với Joan II, Nữ bá tước xứ Burgundy (con gái và là nữ thừa kế của Otto IV, bá tước xứ Burgundy), và họ có 5 người con:
1. Jeanne III (1/2 tháng 5 năm 1308 – 15/10 tháng 8 năm 1349), Nữ bá tước xứ Burgundy và Artois và là vợ của Odo IV, Công tước xứ Burgundy
2. Marguerite I (1309 – 9 tháng 5 năm 1382), vợ của Louis I xứ Flanders. Nữ bá tước xứ Burgundy và Artois theo quyền riêng của bà.
3. Isabelle (1310 – tháng 4 năm 1348), vợ của Guigues VIII de La Tour du Pin, Dauphin de Viennois.
4. Blanche (1313 – 26 tháng 4 năm 1358), một nữ tu.
5. Philippe (24 tháng 6 năm 1316 – 24 tháng 2 năm 1317).